# Parafia Wniebowstąpienia Pańskiego w Sanoku
Parafia Wniebowstąpienia Pańskiego w Sanoku–Olchowcach – rzymskokatolicka parafia znajdująca się w Sanoku, w dzielnicy Olchowce, należąca do dekanatu sanockiego II w archidiecezji przemyskiej.

## Historia
Olchowce były wzmiankowane już w 1444 roku, i była to wieś służebna grodu sanockiego. W 1844 roku grekokatolicy zbudowali drewnianą cerkiew pw. Wniebowstąpienia Pańskiego.
28 lutego 1948 roku dekretem bpa Franciszka Bardy została erygowana ekspozytura pw. Wniebowstąpienia Pańskiego w Olchowcach, z wydzielonego terytorium parafii Sanok-Posada, a na kościół parafialny zaadaptowano miejscową  cerkiew. 21 czerwca 1957 wikariuszem eksponowanym został ks. Jan Mikosz. Za jego urzędowania trwał konflikt z władzami komunistycznymi PRL, o majątek po byłej parochii greckokatolickiej, zakończony wyrokiem sądowym, pozbawiającym parafię własności nieruchomości oraz odejściem ks. Jana Mikosza. 
W 1972 roku wieś została włączona do miasta Sanoka. W 1985 roku do parafii przyłączono Lisznę. W 1999 roku rozpoczęto budowę kościoła filialnego w Bykowcach, który 7 lipca 2001 roku został poświęcony przez abpa Józefa Michalika, pw. Niepokalanego Serca Najświętszej Maryi Panny .
Na terenie parafii jest 2 000 wiernych (w tym: Sanok-Olchowce – 1 050, Bykowce – 590, Liszna – 360).
Proboszczowie parafii:
1949–1950. ks. Jan Kolanko.
1950–1956. Obsługa przez księży z parafii Sanok-Posada.
1957–1962. ks. Jan Mikosz.
1962–1973. ks. kan. Roman Centelewicz.
1973–1998. ks. Michał Drabicki.
1998–2000. ks. Jan Klich.
2000–2008. ks. Stanisław Ruszała.
2008–2018. ks. Robert Wyczawski.
2018– nadal ks. Bogdan Blama.

## Terytorium parafii
- Olchowce (Sanok) – ul.: Chełmońskiego, Chrobrego, Gajowa, Gałczyńskiego, Kmicica, Korczaka, Kosynierów, Kółkowa, Łączna, Mieszka I, Mostowa, Narożna, Okężna, Pawła, Przemyska, Przodowników, Sienna, Szewska, Tetmajera, Tuwima, Wschodnia, Wylotowa, Wyspiańskiego, Zagłoby, Zagumienna, płk. Zaręby.
- Bykowce.
- Liszna[8].

## Kościoły filialne

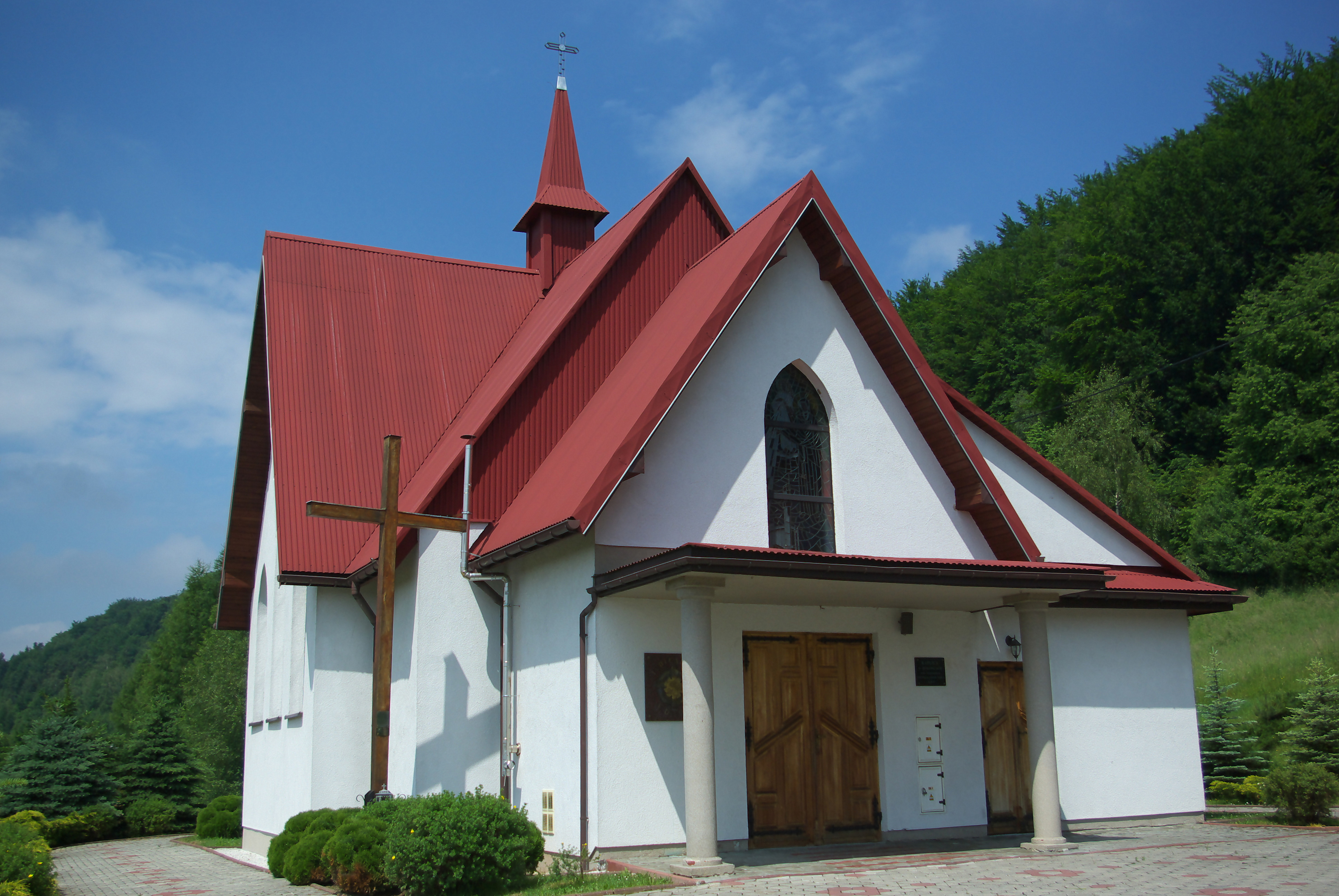
Kościół Niepokalanego Serca Najświętszej Marii Panny w Bykowcach (2001)
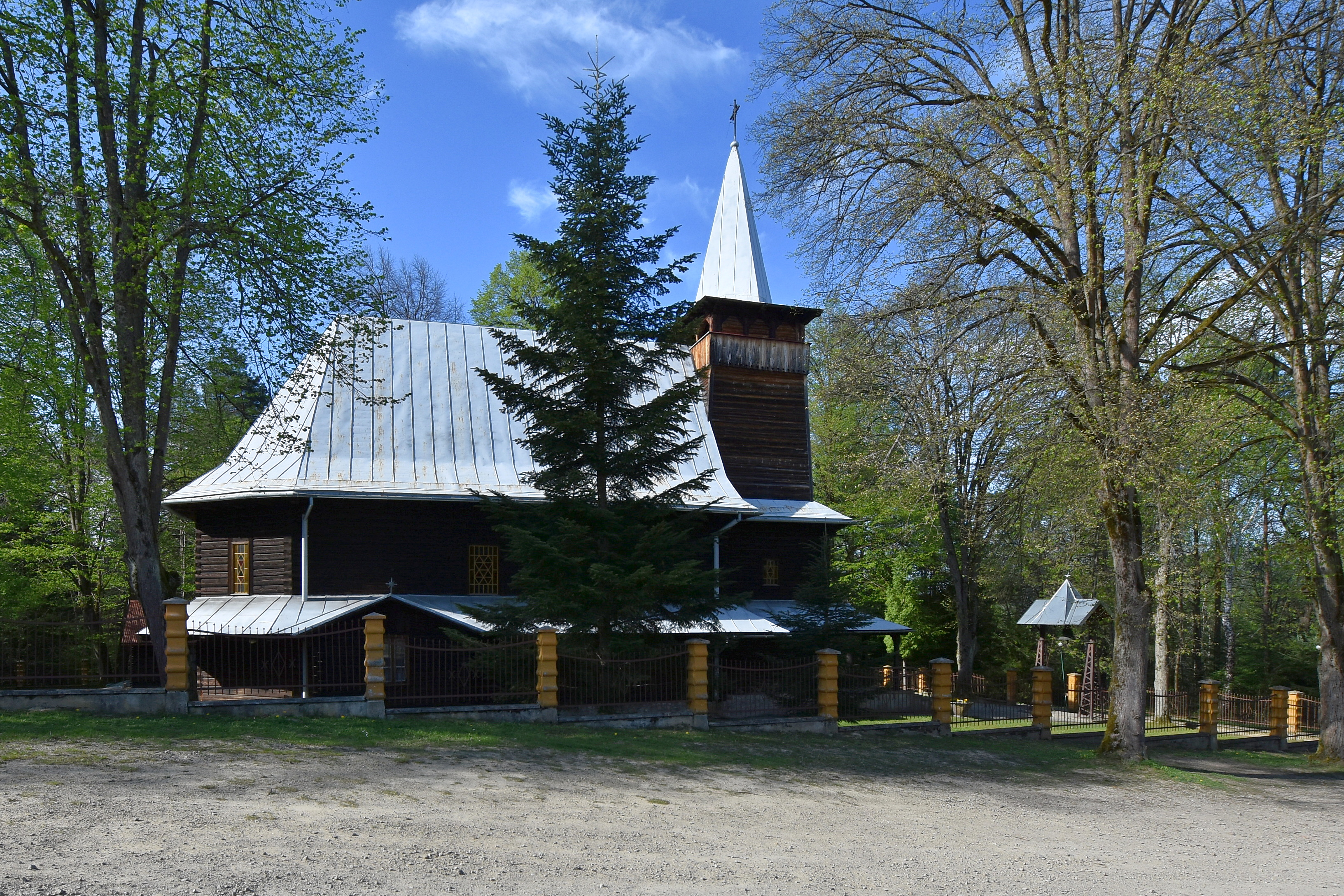
Kościół św. Antoniego w Lisznej (formalnie od 27 lutego 1985)